# David Burroughs Mattingly
David Burroughs Mattingly (né le 29 juin 1956 à Fort Collins, Colorado ) est un illustrateur et peintre américain, surtout connu pour ses nombreuses couvertures de livres de science-fiction et de littérature fantastique.

## Biographie
Mattingly a grandi à Fort Collins, dans le Colorado, et à l'âge de douze ans il s'intéresse aux arts graphiques découvrant le matte painting. Mattingly a d'abord fréquenté le Colorado Institute of Art, puis a été transféré au Art Center College of Art and Design. Il se quitte cette formation en 1977 (âgé de 23 ans) pour occuper un poste d'artiste de matte painting aux studios Disney sous la direction d'Harrison Ellenshaw, âgé lui de 32 ans. Il travaille sur la production du film Le Trou noir (1979),. Il réalise déjà à l'époque de nombreuses œuvres dont certaines sont utilisées pour des couvertures de magazines comme celles de Cinefantastique. Après son travail sur Le Trou noir, il est assigné au film Les Yeux de la forêt (1980). Il a également travaillé sur des films tels que Tron (1982), Dick Tracy (1990), et la mini-série Le Fléau de Stephen King. Après sept ans, il y est devenu le chef du département des mattes. Il a ensuite travaillé sur les films I, Robot et Ave, César ! .
Après avoir déménagé à New York, Mattingly passe sous contrat chez Ballantine Books. Il a réalisé plus de 2000 couvertures de livres pour de nombreux éditeurs ou publications dont Ballantine, Baen, Bantam, Berkley, Dell, Alfred A. Knopf, Marvel Comics, le magazine Omni, Playboy, Ace, Penguin, Scholastic et Tor. Plus tard, il a pris un poste d'enseignant d'art mat à l'École d'art visuel, puis à l'Institut Pratt, où il est professeur auxiliaire. Il enseigne le matte painting numérique et la composition dans les deux institutions. Mattingly fait l'objet du livre de 1996 Vues alternatives, univers alternatifs: l'art de David B. Mattingly de Cathleen Cogswell. Il travaille actuellement comme matte artiste et illustrateur indépendant en plus de son poste d'enseignant.

## Publications
David a créé 50 des 53 couvertures pour la série Animorphs de KA Applegate. Il a également créé des couvertures pour toutes les séries de science-fiction Honorverse de David Weber, y compris, A Rising Thunder un best-seller du New York Times. Il a été l'artiste invité d'honneur à un certain nombre de conventions, dont Technicon 24 et Loscon 42. Il a également publié un manuel sur le matte painting numérique, The Digital Matte Painting Handbook.

### Livres
- David B. Mattingly, Le manuel de peinture mate numérique, (2011) Indianapolis, IN : Wiley ; (ISBN 978-0-470-92242-2)

## Filmographie
Il réalise plus travaux de matte painting  principalement pour les studios Disney.
- 1979 : Le Trou noir
- 1980 : Une nuit folle, folle (1980)
- 1980 : Les Yeux de la forêt
- 1981 : Max et le Diable
- 1982 : Tron
- 1990 : Dick Tracy
- 2004 : I, Robot
- 2016 : Ave, César !